# جاك دوراند
جاك دوراند (بالفرنسية: Jacques Durand)‏ هو مهندس فرنسي، ولد في 28 يونيو 1920 في باريس في فرنسا، وتوفي في 16 أغسطس 2009 في موجينس في فرنسا.